# Полевые огни
«Полевые огни» — кинофильм режиссёра Кона Итикавы. Экранизация одноимённого романа Сёхэя Ооки (в рус. пер. Огни на равнине). Первоначально фильм получил неоднозначные отзывы как от японских, так и от международных критиков из-за насилия и мрачной темы. Однако в последующие десятилетия он стал высоко цениться.

## Сюжет
Февраль 1945 года. Филиппины, остров Лейте. Японская армия деморализована, остатки пехоты отрезаны от подкрепления и обречены на смерть. Рядовой Тамура, больной туберкулёзом, воспринимается всего лишь как обуза для своего отряда; ему приказано отправиться в полевой госпиталь, а если его откажутся принять, покончить с собой.
По пути Тамура замечает таинственный дым, поднимающийся вдалеке. Когда он достигает переполненной госпиталя, его признают недостаточно больным для лечения и отправляют прочь. Снаружи он присоединяется к группе японских солдат, которым как и ему было отказано в медицинской помощи. Когда союзники начинают обстреливать местность, медперсонал убегает, бросив пациентов. Госпиталь разрушен, а большинство пациентов погибли. Тамура тоже убегает; оглядываясь назад, он видит множество тел, разбросанных вокруг, но решает не идти на помощь никому, кто еще может быть жив.
Путешествуя в одиночку, Тамура обнаруживает на побережье заброшенную деревню, где находит кучу мертвых японских солдат. Пока он ищет еду, молодая филиппинская пара прибывает на каноэ, чтобы забрать соль, спрятанную под половицей в одном из домов. Когда Тамура входит в хижину, девушка начинает кричать. Тамура пытается успокоить их, опуская винтовку, но она продолжает кричать. Тогда Тамура стреляет в девушку. Молодой человек убегает на своем каноэ. Тамура берет соль и уходит, уронив винтовку в озеро.
Затем он встречает трех японских солдат. Они вновь видят дым. Тамура считает, что весь дым, который он видел, исходит от сигнальных костров, но один из солдат говорит ему, что это просто фермеры сжигают кукурузную шелуху. Командир отделения упоминает, что армии приказано отправиться в Паломпон для эвакуации на Себу. Тамура просит их взять его с собой. Когда один солдат замечает соль в сумке Тамуры, он делится ей, после чего солдаты разрешают ему присоединиться к ним.
Вскоре они присоединяются к потоку оборванных, истощенных и удрученных солдат, направляющихся в Паломпон. Среди них Нагамацу и Ясуда, знакомые Тамуры. Ясуда, раненый в ногу, заставляет Нагамацу попытаться обменять табак на еду. Когда солдаты выходят на оживленную дорогу, они решают дождаться ночи, прежде чем попытаться перейти ее, но попадают в засаду, устроенную американцами. Немногие выжившие бегут обратно тем же путем, которым пришли.
Позже подъезжает американский джип. Тамура готовится сдаться в плен, но отказывается от этой идеи, когда видит, как филиппинка расстреливает японца, пытающегося сделать то же самое. Сопровождающие американские солдаты опоздали, чтобы остановить ее.
Тамура бесцельно бродит. Он сталкивается с мужчиной, который тут же умирает на его глазах, и забирает обувь мертвеца. Позже он встречает сумасшедшего, измученного солдата, который поедает собственные экскременты. Он говорит Тамуре, что он может съесть его тело после его смерти. Тамура поспешно уходит.
Он снова встречает Нагамацу и Ясуду. Они утверждают, что выжили за счет «обезьяньего мяса» и живут в лесу. Позже Нагамацу отправляется охотиться на новых «обезьян». Когда Тамура упоминает, что у него есть граната, Ясуда забирает ее. Тамура уходит, чтобы найти Нагамацу, и становится свидетелем того, как он пытается застрелить другого человека, с шоком понимая, что такое мясо обезьяны на самом деле. Нагамацу направляет винтовку на Тамуру, который спасается, делая вид, что граната у него все еще есть. Нагамацу говорит Тамуре, что они были бы мертвы, если бы не прибегли к каннибализму.
Они возвращаются в лагерь, но когда Тамура упоминает, что у Ясуды есть граната, Нагамацу говорит, что им придется убить его, иначе он убьёт их. Обманом заставив Ясуду бросить гранату, Нагамацу блокирует единственный источник воды в этом районе. Через несколько дней Ясуда пытается договориться, но безуспешно. Наконец он пытается добраться до воды и его убивают. Нагамацу начинает разделывать тело на мясо. Тамура испытывает отвращение и стреляет в Нагамацу.
Затем Тамура направляется к «полевым огням», отчаянно пытаясь найти кого-то, «кто ведет нормальную жизнь». Он медленно идет вперед, хотя филиппинцы стреляют в него. Фильм заканчивается тем, что пуля попадает в Тамуру, и он бездыханный падает на землю.

## В ролях
- Эйдзи Фунакоси — Тамура
- Осаму Такидзава — Ясуда
- Микки Кёртис — Нагамацу
- Мантаро Усио — сержант
- Кю Садзанка — военный хирург
- Ёсихиро Хамагути — офицер

Все актёры, игравшие японских солдат, для достоверности очень мало ели, не мыли волосы и не чистили зубы и ногти, из-за чего во избежание эксцессов на съёмочной площадке постоянно дежурил штат медсестёр. Эйдзи Фунакоси был единственным, кому не запрещалось ограничивать себя в еде, и за кем не было постоянного медицинского контроля. Однако Фуканоси, чтобы лучше вжиться в роль, тайком от всех перестал принимать пищу и в итоге настал день, когда он прямо на съёмочной площадке упал в голодный обморок, после чего съёмки были заморожены на две недели.